# Манастир Вољавча (Епархија жичка)
Манастир Вољавча  је манастир Епархије жичке Српске православне цркве у Тавнику на територији града Краљева, у близини села Бреснице у граду Чачку. У манастиру су две цркве, старија брвнара посвећена Светом Прокопију и новија зидана црква посвећена Преподобној мати Параскеви.

## Предање и историјат
Према предању цркву брвнару подигао је Арсеније III Чарнојевић, који је приликом сеобе Срба застао у селу Бресница на темељима старије богомоље за који се није знало ко и када га је подигао, причестио народ. Када су Турци стигли у ове крајеве, од цркве и манастира остао је само камен из кога је текла вода, којом се народ лечио. Тек у доба кнеза Милоша подигнута је скромна црква од брвана, а посебном уредбом одређено је да се на том месту одржава тродневни „скупни дан или панађур”, од народа назван Прокопље, по светом Прокопију, коме је црква била посвећена. Од тог времена до данас вршене су доградње и поправке, али је храм задржао свој првобитни изглед.
Нова црква, посвећена Преподобној мати Параскеви подигнута је у периоду од 1965. до 1967. године. Њени ктитори су брачни пар Душан и Драга Новаковић из Бреснице. Они су се касније замонашили под именима Георгије и Дарија и по упокојењу сахрањени у припрати цркве са десне стране у преграђеној гробници.
Иконостас је рађен у дуборезу, који је 1967. године урадио Милић Урошевић, док је иконе на иконостасу сликао Младомир Тодоровић. Живопис су уз помоћ прилога народа осликали краљевачки иконописци у периоду од 1998. до 2008. године.